# Petalophthalmidae
Petalophthalmidae é uma família de crustáceos marinhos da ordem Mysida, os camarões gambás.

## Características
Os petalophthalmidans se distinguem de outros mysids pelo fato de que o primeiro pereópode [en] (perna que anda) não tem um exópode (ramo externo), os carpopódos do endopode (ramo interno) do 3º ao 8º pereópodes não são fundidos e não há estatocisto no endopode dos urópodes (apêndice posterior). As fêmeas de petalophthalmidans têm sete oostegites (abas flexíveis com cerdas) que formam a base do marsúpio [en] ou bolsa de criação sob o tórax. A maioria das espécies desse gênero é batipelágica e vive no fundo do mar ou próximo a ele, nas profundezas do oceano.

## Gêneros
Os seguintes gêneros são reconhecidos no Registro Mundial de Espécies Marinhas:
- Genus Bacescomysis Murano & Krygier, 1985
- Genus Ceratomysis Faxon, 1893
- Genus Hansenomysis Stebbing, 1893
- Genus Parapetalophthalmus Murano & Bravo, 1998
- Genus Petalophthalmus Willemoes-Suhm, 1875
- Genus Pseudopetalophthalmus Bravo & Murano, 1997